# Dukuhwaluh
Dukuhwaluh is een bestuurslaag in het regentschap Banyumas van de provincie Midden-Java, Indonesië. Dukuhwaluh telt 9234 inwoners (volkstelling 2010).